# دایکی میتسویی
دایکی میتسویی (ژاپنی: 三井 大輝؛ زادهٔ ۲۷ مهٔ ۲۰۰۱) یک بازیکن فوتبال اهل ژاپن است.
از باشگاه‌هایی که در آن بازی کرده‌است می‌توان به باشگاه فوتبال ناگویا گرامپوس اشاره کرد.